# تاریخچه یوتیوب

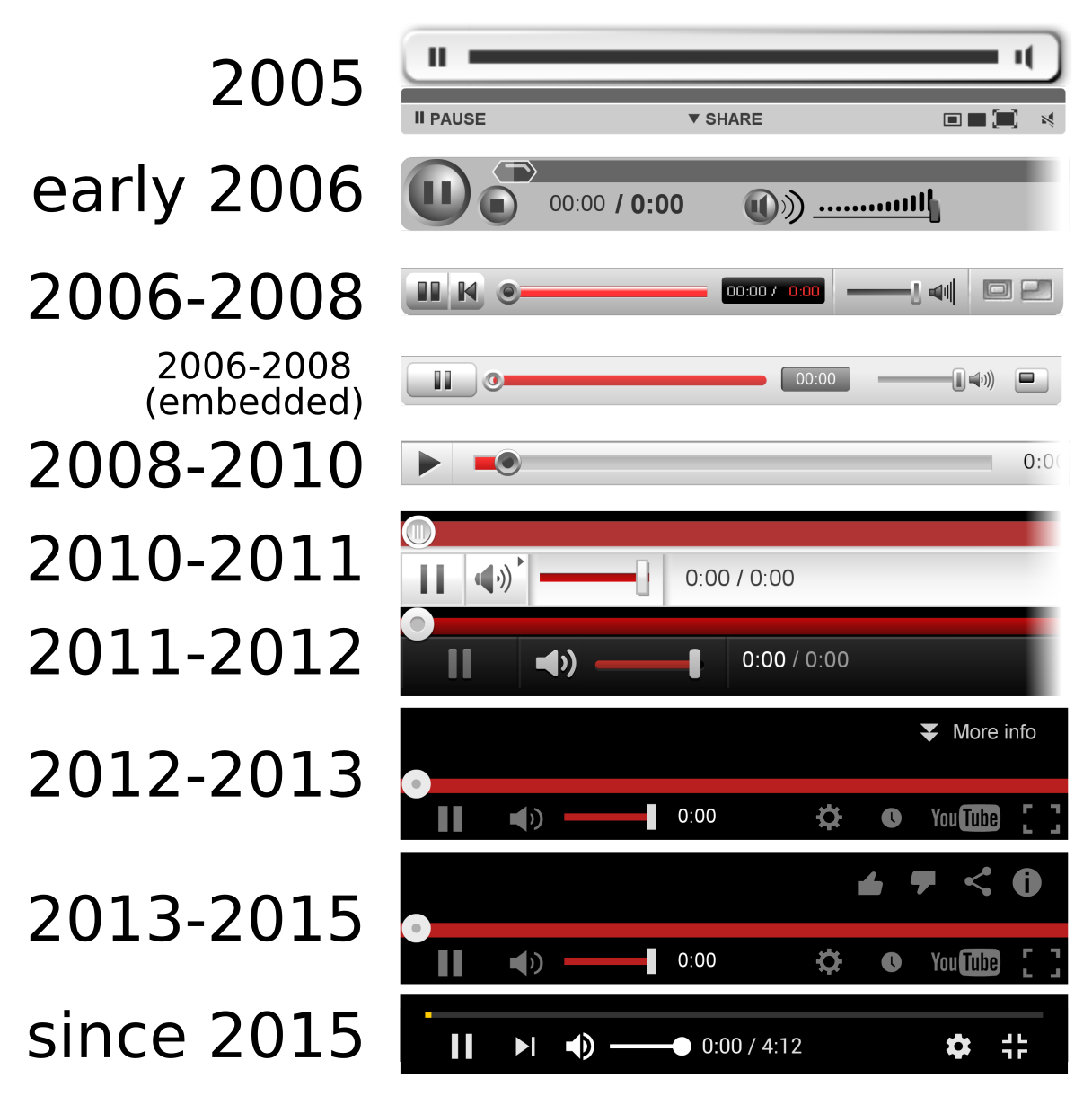
سیر تکاملی نوار پخش‌کننده ویدیو در یوتیوب

یوتیوب توسط چاد هرلی، استیو چن و جاوید کریم به وجود آمد که هر سه از کارمندان شرکت پی پال بودند. هرلی در دانشگاه ایندیانا در پنسیلوانیا درس طراحی می‌خواند در حالی که چن و کریم در دانشگاه ایلینوی در اوربانا دانش کامپیوتر را مورد مطالعه قرار داده بودند.
آن‌ها پس از موفقیت وبگاه فلیکر برای اشتراک گذاری عکس، تصمیم گرفتند وب‌گاهی برای اشتراک گذاری ویدئو ایجاد کنند و به همین منظور، در آپارتمان چن در سانفرانسیسکو میهمانی شام برگزار شد و در این باره بحث کردند.
سرمایهٔ گذاری آن‌ها برای راه‌اندازی این شرکت ۱۱٬۵۰۰٬۰۰۰ دلار بود.
ویدئوهای یوتیوب برای اولین بار در باغ وحش سن دیگو توسط جاوید کریم، از بنیانگذاران این شرکت عنوان شد. از این صحنه‌ها فیلمبرداری شد و در تاریخ ۲۳ آوریل ۲۰۰۵ به وبگاه یوتیوب ارسال شد و هنوز هم می‌توان آن را تماشا کرد.
یوتیوب عمومی در ماه مه سال ۲۰۰۵، شش ماه قبل از راه اندازی رسمی در نوامبر ۲۰۰۵ ارائه شد. این وبگاه به سرعت رشد کرد و در ماه ژوئیه سال ۲۰۰۶، اعلام شد که در هر روز در یوتیوب بیش از ۶۵٬۰۰۰ ویدئو بارگذاری می‌شود و ۱۰۰ میلیون بار مورد بازدید قرار می‌گیرد. با توجه به آمار ارائه شده توسط شرکت تحقیقات بازار comScore، یوتیوب بهترین وبگاه به اشتراک گذاری ویدئو در ایالات متحده آمریکا است و ۴۳٪ مردم این کشور، ویدئوهای خود را در این وبگاه بارگذاری می‌کنند و در ماه مه سال ۲۰۱۰، ۱۴ میلیارد فیلم در یوتیوب بارگذاری شده‌است. در هر دقیقه، حدود ۶۰ ساعت ویدئو در یوتیوب بارگذاری می‌شود که حدود سه چهارم این ویدئوها را مردم ایالات متحده آمریکا بارگذاری می‌کنند. وبگاه یوتیوب در ماه ۸۰۰ میلیون کاربر منحصربه‌فرد دارد. بر اساس رتبه‌بندی سایت الکسا، یوتیوب پیش از گوگل و فیس بوک و پس از یاهو، سومین وبگاه پربازدید اینترنت است.
به علت شباهت زیاد وبگاه لولهٔ جهانی و تجهیزات (www.utube.com) به وبگاه یوتیوب (www.youtube.com)، وبگاه utube از یوتیوب شکایت کرد و قرار بر این شد که www.utube.com به www.utubeonline.com تغییر نام دهد. با توجه به آمار خیرهٔ‌کننده یوتیوب، شرکت گوگل در اکتبر سال ۲۰۰۶ پیشنهاد داد که قصد دارد یوتیوب را به قیمت ۱٫۶۵ میلیارد دلار بخرد تا این که این قرارداد در ۱۳ نوامبر ۲۰۰۶ قطعی شد و یوتیوب با ۱٫۶۵ میلیارد دلار به گوگل فروخته شد.